# Aleksandr Kozlov
Aleksandr Alexándrovich Kozlov (en ruso: Алекса́ндр Алекса́ндрович Козло́в; Yuzhno-Sajalinsk, Unión Soviética, 2 de enero de 1981) es un político ruso que desde el 10 de noviembre de 2020 se desempeña como ministro de Recursos Naturales y Medio Ambiente. Anteriormente había trabajado como ministro de Desarrollo del Lejano Oriente y el Ártico de 2018 a 2020, gobernador del Óblast de Amur de 2015 a 2018 y alcalde de Blagovéshchensk de 2014 a 2015.

## Biografía
Aleksandr Kozlov nació el 2 de enero de 1981 en Yuzhno-Sajalinsk la capital y ciudad más poblada del óblast de Sajalín (Unión Soviética). En 2003, se graduó en la Academia de Negocios de Moscú con una Licenciatura en Derecho. Otorgado con el título de Abogado. Anteriormente, en 2000, comenzó a trabajar en la sociedad de responsabilidad limitada (LLC, por sus siglas en inglés) Amur Coal, en la ciudad de Raychikhinsk del óblast de Amur, donde, entre 2000 y 2007, asumió diferentes puestos: como asesor legal líder, subdirector general interino de asuntos legales, jefe interino del departamento legal, jefe del departamento legal y director general adjunto de asuntos legales y seguridad corporativa.
Después, en 2007, asumió el puesto de director de la sucursal de Russky Ugol en Gúkovo en el óblast de Rostov. Al año siguiente se trasladó a la sucursal que la misma empresa tiene en Blagovéshchensk en el óblast de Amur y entre 2009 y 2010, trabajó como director general de la empresa Amursky Ugol en Raichikhinsk en el óblast de Amur.
El 2 de febrero de 2011, fue asignado al puesto de primer viceministro de Construcción, Arquitectura e Infraestructura de Vivienda y Servicios Públicos del óblast de Amur. El 23 de febrero de 2011, asumió el cargo de ministro de Vivienda e Infraestructura de Servicios Públicos del óblast, convirtiéndose en el ministro más joven. Ocupó el cargo hasta el 14 de septiembre de 2014 cuando ganó las elecciones locales con lo que se convirtió en alcalde de la ciudad de Blagovéshchensk al recibir el 38,68% de los votos válidos. El 19 de septiembre del mismo año asumió oficialmente el cargo de alcalde de la ciudad.

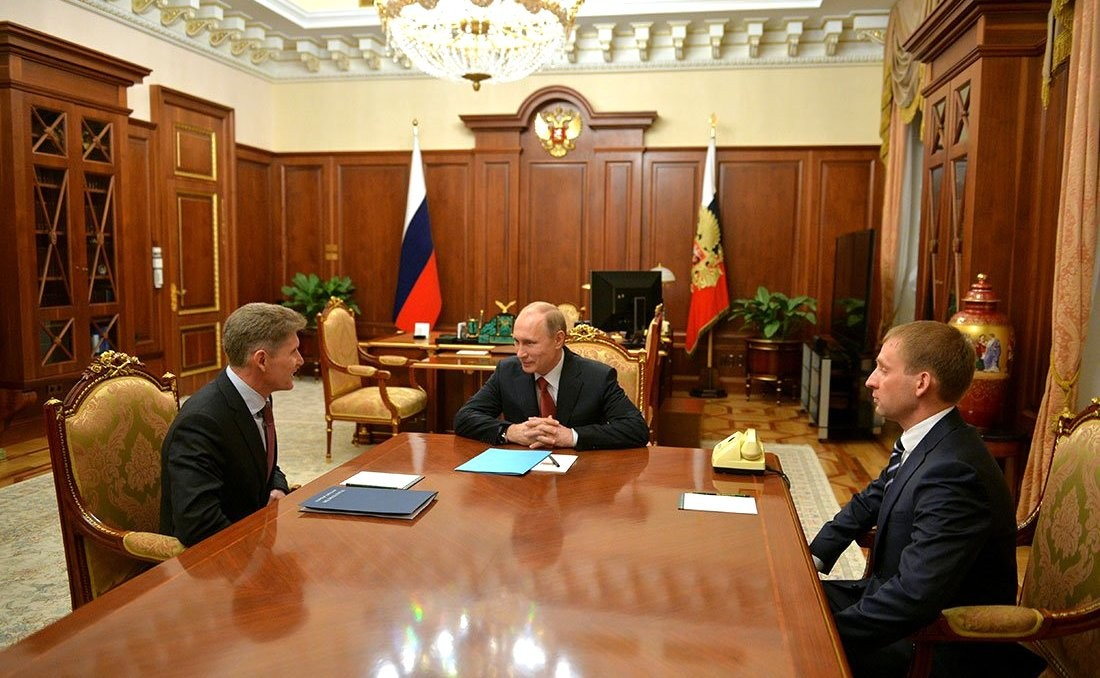
Oleg Kozhemyako (gobernador del óblast de Sajalín) y Aleksandr Kozlov, en una reunión en el Kremlin con Putin en 2015.

El 25 de marzo de 2015 fue designado gobernador interino del óblast de Amur mediante una orden ejecutiva presidencial. El 19 de junio de 2015 se convirtió en candidato del partido político Rusia Unida para las elecciones para gobernador de la región. Donde obtuvo el 50,64 % de los votos y el 20 de septiembre de 2015, se convirtió no solo en el nuevo gobernador, sino también en el más joven en ocupar dicho puesto.
En 2016, durante su etapa como gobernador del óblast de Amur fue ampliamente criticado después de que varios medios de comunicación rusos informaran que Kozlov estaba construyendo una mansión a orillas del río Zeya en el pueblo de Belogorye en el Amur. El costo del edificio se estima en 100 millones de rublos. información que el secretario de prensa de Kozlov negó.
18 de mayo de 2018 fue designado ministro de Desarrollo del Lejano Oriente y el Ártico mediante una Orden Ejecutiva Presidencial, después de la renuncia de su predecesor Dmitri Kobylkin. Kozlov se mantuvo en el puesto hasta el 10 de noviembre de 2020 cuando fue nombrado ministro de Recursos Naturales y Medio Ambiente mediante una nueva Orden Ejecutiva Presidencial.
El 25 de febrero de 2022 y a mediados de diciembre de 2022, en el contexto de la invasión rusa de Ucrania, fue incluido en la lista de sancionados de la Unión Europea, por: «apoyar o implementar acciones o políticas que socavar o amenazar la integridad territorial, la soberanía y la independencia de Ucrania, la estabilidad o la seguridad en Ucrania, o que obstaculicen el trabajo de las organizaciones internacionales en Ucrania». Suiza también se sumó a las sanciones en su contra. Anteriormente, el 9 de junio de 2022, fue incluido en la lista de sancionados de Ucrania.

## Familia
El 28 de marzo de 2015 se casó con Anna Loginova, quien trabajaba como psicóloga en la Unidad Médica del Departamento de Asuntos Internos de Blagoveshchensk del Ministerio del Interior.